# Клуб миллиардеров (фильм, 2018)
«Клуб миллиардеров» (англ. Billionaire Boys Club) — американский биографический фильм, криминальная драма режиссёров Джеймса Кокса и Каптена Мавзнера. В фильме снялись Энсел Элгорт, Тэрон Эджертон, Кевин Спейси, Эмма Робертс, Джереми Ирвин, Томас Кокурел, Розанна Аркетт, Кэри Элвес и Джадд Нелсон. Фильм снят по реальным событиям союза Billionaire Boys Club, который действовал в Южной Калифорнии в течение 1980-х годов. Фильм был выпущен как видео по требованию 17 июля 2018 года.

## Сюжет
Группа богатых парней, которую собрал их приятель из частной школы Джо Гант, в 1980-х годах в Лос-Анджелесе придумала план как быстро разбогатеть с помощью финансовой пирамиды. Проект заканчивается плохо для всех участников союза, когда Гант и его друг Тим Питт убивают инвестора и мошенника Рона Левина.

## В ролях
- Энсел Элгорт — Джо Гант, руководитель группы и финансовый эксперт.
- Тэрон Эджертон — Дин Карни, профессиональный теннисист.
- Кевин Спейси — Рон Левин, хайроллер из Беверли-Хиллз.
- Джереми Ирвин — Кайл Билтмор, один из членов Клуба молодых миллиардеров.
- Кэри Элвес — Энди Уорхол.
- Эмма Робертс — Сидни, любовница Ганта.
- Билли Лурд — Розанна Тикпурт, любовница Билтмора.
- Сьюки Уотерхаус — Квинтани, любовница Карни.
- Джадд Нелсон — Райан Гант, отец Джо.
- Райан Роттман — Скотт, один из двух красавцев-близнецов, усыновлённый владельцем Maybelline, который первым инвестировал в клуб.
- Валид Цвайтер — Сэм Самеди.
- Кармен Иллан — жена Самеди
- Томас Кокурел — Чарли.
- Боким Вудбайн — Тим Питт, клубный вышибала, который будет принимать участие в клубных делах.
- Розанна Аркетт — мать Сидни.
- Джастин Арнольд — Картер.
- Билли Слотер — кредитный инспектор.
- Кевин Братчер — парень, который запал на Кугуарку.
- Морис Джонсон — детектив.

## Производство
В мае 2010 года, The Hollywood Reporter подтвердил, что Джеймс Кокс готов взяться за производство криминального триллера «Клуб миллиардеров», правдивой истории о группе богатых молодых людей Лос-Анджелеса в начале 1980-х, которые основали Billionaire Boys Club, чтобы запустить финансовую пирамиду. Кокс написал сценарий за четыре месяца после эксклюзивного исследования тех событий со своим братом Стефеном, который дорабатывал его ещё четыре месяца. Кокс собрал материалы для киносценария из судебных документов, голосовых судебных записей и опубликованных статей.
29 октября 2015 года Энсел Элгорт и Тарон Эджертон присоединились к актёрскому составу. Элгерту досталась роль Джо Ганта, руководителя группы и финансового эксперта, Эджертон играл Дина Карни, профессионального игрока в теннис. Кэптен Мавзнер был также соавтором сценария вместе с Коксом, продюсерами фильма должны были стать Вьерсма и Касьян Элвс. Фильм финансировался Armory Films, а Good Universe занималась международным прокатом. В ноябре 2015 года, Кевин Спейси подписался на роль Рона Левина, гай-роллера из Беверли Хиллз, Эмма Робертс была добавлена в актёрский состав играть Сидни, любовницу Ганта, и Сьюки Уотерхаус была взята на роль Кинтани, любовницы Карни.
В декабре 2015 года Variety сообщил, что Джадд Нелсон, который в 1987 году играл Джо Ганта к мини-сериале «Клуб молодых миллиардеров», будет играть роль Райана Ханта, отца Джо. В том же месяце Райан Роттмен подписался на роль Скотта Билтмора, одного из двух красавцев-близнецов, усыновлённого владельцем Мейбелин, и который первым инвестировал в клуб, а также к актёрскому составу присоединился Томас Кокурел. Бокием Вудбайн, Билли Лурд и Джереми Ирвин также присоединились к актёрскому составу фильма. Ирвин сыграл Кайла Билтмора, одного из членов Клуба молодых миллиардеров, Лурд досталась роль Розанны, его любовницы, а Вудбайну — клубного вышибалы, который принимает участие в клубных делах.
Основной съёмочный период стартовал в Новом Орлеане 7 декабря 2015 года. Съёмки приостановились 25 января 2016 года, дополнительные пересъёмки были проведены в ноябре 2016-го.

## Релиз
Фильм был сначала выпущен на видео по требованию 17 июля 2018 года, а в ограниченный прокат в кинотеатрах — с 17 августа 2018 года фирмой Vertical Entertainment.
Несмотря на обвинения в сексуальных домогательствах, выдвинутых против Кевина Спейси в октябре 2017 года, Vertical Entertainment заявили, что они не будут менять актёрский состав:

Мы не одобряем сексуальные домогательства ни в каком виде и полностью на стороне жертв. Но, хотя наше решение выпустить этот фильм в кинотеатрах не является лёгким или легкомысленным, мы верим в наш актёрский состав, а также в сотни технических работников, которые много работали над этим фильмом, чтобы финальный продукт понравился зрителям.